# دنیای حقوق
دنیای حقوق نخستین روزنامه پژوهشی و اطلاع‌رسانی حقوقی در ایران است که اولین شماره آن در بیست و دوم مرداد ۱۳۹۳ در تهران منتشر شد. روزنامه دنیای حقوق در روزهای شنبه، یکشنبه و دوشنبه در ۱۲ صفحه و روزهای سه شنبه و چهارشنبه در ۱۶ منتشر می‌شد.  این روزنامه مخاطبانی را از طیف عموم مردم تا مخاطبانی کاملاً تخصصی جذب کرده بود.

## اهداف انتشار روزنامه
- افزایش تولید و مصرف دانش بومی حقوق
- ارتقاء انسجام اجتماعی یا هویت یابی جمعیت حقوقی کشور
- ارتقاء اخلاق و رفتار حرفه ای در جمعیت حقوقی
- تسریع در گردش اطلاعات و تسهیل اطلاع یابی‌های حقوقی
- ترویج و توسعه مستند نویسی و مستدل‌گویی در حوزه حقوق
- احیای فریضه امر به معروف و نهی از منکر[۵]

## صفحات روزنامه
صفحات روزنامه دنیای حقوق عبارتند از: 

تصویر صفحه اول روزنامه دنیای حقوق در تاریخ ۱۰ شهریور ۱۳۹۵

- تازه‌های حقوق
- تازه‌های قوانین
- حقوق و اجتماع
- تاریخ، تجربه و خاطره
- حقوق مضاف
- اخلاق حرفه‌ای
- اقتراح حقوقی
- گزارش حقوقی
- نقد، نظر و تحلیل
- مقالات دریافتی
- حقوق همگانی
- رویدادها
- جرم‌شناسی حوادث
- حقوق مضاف
- حقوق بین الملل

## توقف انتشار روزنامه
محمد درویش زاده (مدیر مسئول روزنامه) طی مصاحبه‌ای در تاریخ چهارم خرداد ۹۶ خبر از توقف انتشار این روزنامه داد. در شماره آخر این روزنامه اطلاعیه ای مبنی بر انتشار چند شماره ویژه روزنامه به جهت بررسی علل توقف انتشار، منتشر شده بود. هنوز علت توقف انتشار این روزنامه معلوم نشده‌است.

## انتقادات
پایگاه خبری انتخاب، فعالیت این روزنامه را پس از انتشار حدود ۲۰۰ نسخه، مورد نقد و بررسی قرار داد. ضعف در انتقاد صریح و تخصصی و عدم صراحت و شجاعت لازم در پرداختن به موضوعات چالشی از جمله انتقادات این خبرگزاری به روزنامه دنیای حقوق بود.